# Witold Mazur
Witold Mazur (3 mei 1973) is een Pools schaatser.
Witold Mazur maakte zijn internationale schaatsdebuut bij een wereldbekerwedstrijd in november 1995. In maart 2001 debuteerde hij, tijdens het WK Afstanden in Salt Lake City, bij een internationaal kampioenschap.
Mazurs beste prestatie is een 8e plaats op de 10.000 meter bij het WK Afstanden van 2004 en een 6e plaats met het Poolse team tijdens de WK Afstanden van 2005 op de achtervolging. De laatste jaren schaatste Mazur in Nederland marathons bij de PGM Bakker-ploeg.
Na zijn carrière werd hij assistent-trainer bij de Poolse schaatsploeg Nijhof-Wassink.

## Persoonlijk records
| Afstand      | Tijd     | Datum            | Baan       |
| ------------ | -------- | ---------------- | ---------- |
| 500 meter    | 38,10    | 6 januari 2006   | Calgary    |
| 1000 meter   | 1.15,54  | 18 januari 2006  | Erfurt     |
| 1500 meter   | 1.49,42  | 7 januari 2006   | Calgary    |
| 3000 meter   | 3.49,56  | 29 januari 2002  | Calgary    |
| 5000 meter   | 6.33,11  | 20 november 2004 | Berlijn    |
| 10.000 meter | 13.40,01 | 28 februari 2004 | Heerenveen |

## Resultaten
| Jaar | EK Allround | WK Afstanden               | WK Junioren |
| ---- | ----------- | -------------------------- | ----------- |
| 1992 |             |                            | NC25        |
| 2001 | -           | 21e 5000m                  |             |
| 2002 | -           |                            |             |
| 2003 | NC23        | 15e 5000m                  |             |
| 2004 | NC28        | 10e 5000m 8e 10000m        |             |
| 2005 | -           | 14e 5000m 6e achtervolging |             |
| 2006 | -           |                            |             |
| 2007 | NC24        |                            |             |

### Medaillespiegel
| kampioenschap | goud | zilver | brons |
| ------------- | ---- | ------ | ----- |
| EK Allround   | 0    | 0      | 0     |
| WK Afstanden  | 0    | 0      | 0     |
| WK Junioren   | 0    | 0      | 0     |